# Amélia Calumbo Quinta
Amélia Calumbo Quinta   (segle XX) és una política angolesa. Afiliada al Moviment Popular per a l'Alliberament d'Angola (MPLA), des del 28 de setembre de 2017 és diputada d'Angola per la circumscripció electoral nacional.
Quintà es va llicenciar en psicologia. Va treballar a l'Organització de la Dona Angolesa (Organização da Mulher Angolana, OMA), sent la seva secretària municipal a Kuemba-Bié, coordinadora i secretària provincial a Bié.